# Костів-Коссаківна Марія Андріївна
Марія Андріївна Костів-Коссаківна (сценічний псевдонім — Чернявська; 17 травня 1876, Чортків — бл. 1930, Бар) — українська артистка і співачка (ліричне сопрано). Сестра Антоніни Дякової, Василя і Михайла Коссаків та Катерини Рубчакової. Мати співачки Наталки Костів-Сарамаги.

## Життєпис
Народилася 17 травня 1876 у Чорткові в багатодітній сім'ї диригента й дяка в церкві Вознесіння Андрія Івановича Коссака (1850—1917). Він створив церковний хор, в якому співала й Розалія Григорівна Федорович (1856—1923) — мати Марії.
Марія співала в хорі, виконувала епізодичні ролі в театрі «Руська бесіда» у Львові (1899—1904). Виступала в українських трупах на Наддніпрянщині (1908—1913).
Виконувала головні співочі й драматичні ролі в «Тернопільських театральних вечорах» (1915—1917).
Після 1919 виступала на аматорській сцені в м. Бар (нині — Вінницької області).

## Ролі
- Оксана («Запорожець за Дунаєм» С. Гулака-Артемовського)
- Уляна («Сватання на Гончарівці» Г. Квітки-Основ'яненка)
- Варка («Безталанна» І. Карпенка-Карого)
- Мелашка («Наймичка» І. Карпенка-Карого)
- Марія («Бондарівна» І. Карпенка-Карого)
- Маруся («Ой не ходи, Грицю, та й на вечорниці» Старицького)
- Мотрона («Циганка Аза» Старицького)
- Ганна («Степовий гість» Грінченка)
- Олеся («Вихованець» Ярчука)
- Парана («Верховинці» Коженьовського)